# Montigné-sur-Moine
Montigné-sur-Moine  is een plaats en voormalige gemeente in het Franse departement Maine-et-Loire in de regio Pays de la Loire. De plaats maakt deel uit van het arrondissement Cholet.

## Geschiedenis
Op 1 maart 2000 fuseerde Montigné-sur-Moine met Montfaucon-sur-Moine tot de gemeente Montfaucon-Montigné. Toen op 15 maart 2015 het kanton Montfaucon-Montigné werd opgeheven gingen de gemeenten op in het op die dag gevormde kanton Saint-Macaire-en-Mauges. Op 15 december 2015 fuseerde de gemeente met 9 van de 11 gemeenten van het voormalige kanton tot de commune nouvelle Sèvremoine en werd Montfaucon-Montigné een commune déléguée van deze gemeente.
Le Longeron · Montfaucon-sur-Moine · Montigné-sur-Moine · La Renaudière · Roussay · Saint-André-de-la-Marche · Saint-Crespin-sur-Moine · Saint-Germain-sur-Moine · Saint-Macaire-en-Mauges · Tillières · Torfou